# Universelle gravitationskonstant
Den universelle gravitationskonstant angives oftest blot med bogstavet G. Konstanten er ikke helt præcist fastlagt, men den for tiden (2019 JUL) bedste værdi er:
G = (6.67430 ± 0.00015) · 10−11 N m² kg-2 eller (med samme talværdi) m3 kg-1 s-2
Konstanten indgår i både Newtonsk gravitation og den generelle relativitetsteori.

## Ekstern kilde
- Newtonian constant of gravitation